# Билрика (Массачусетс)
Билрика (англ. Billerica) — город в округе  Мидлсекс в Массачусетсе в Соединённых Штатах Америки. Получил свое название от города Биллерики в графстве Эссекс на юго-востоке Англии.
По данным переписи 2020 года население составляло 42 119 человек.

## История
В начале 1630-х годов территорию, где сейчас находится город Билрика, обозначали словом Шоушин, по названию местной реки.
В 1638 году губернатору Колонии Массачусетского залива Джону Уинтропу и вице-губернатору Томасу Дадли были предоставлены земли вдоль реки Конкорд в этом районе, и около дюжины семей из Кембриджа и деревни Чарльзтаун (ныне город Вуберн) начали заселять Шоушин. К 1652 году поселенцы предпочитали называть это место Билрика, потому что значительная часть семей были из города Биллерики в Эссексе.
Самая старая сохранившаяся усадьба в городе — это особняк Мэннинга, построенный в 1696 году, который также был резиденцией Уильяма Мэннинга (1747–1814), автора книги «Ключ свободы» (англ. «The Key of Liberty»).
С 1956 года Билрика управляется через представительное городское собрание, после того как граждане одобрили его создание в 1955 году. В этой системе 240 представителей избираются из 12 избирательных округов для участия в городском собрании, законодательной ветви власти города. Исполнительную власть возглавляет городской управляющий, назначаемый советом из пяти человек.

## Образование
Система государственных школ города состоит из пяти начальных школ, двух средних школ и одной старшей школы. Кроме того, в городе находится региональная техническая средняя школа Shawsheen Valley Technical Highschool.